# Acacia (film)
Pour les articles homonymes, voir Acacia.
Pour plus de détails, voir Fiche technique et Distribution.
Acacia (en coréen : 아카시아) est un film sud-coréen réalisé par Park Ki-hyung, sorti en 2003.

## Synopsis
Un enfant adopté livide cachant sa cruauté, une voisine mystérieuse et un vieil homme regardant sa famille en louchant vaguement, sont les éléments gravitant autour d'un acacia de forme étrange qui crée un certain malaise...

## Fiche technique
- Titre : Acacia
- Titre original : 아카시아
- Réalisation : Park Ki-hyung
- Scénario : Park Ki-hyung
- Production : Kang Sung-kyu, Park Ki-hyung et Yu Yeong-shik
- Musique : Choi Man-sik
- Photographie : Oh Hyeon-je
- Montage : Ham Seong-weon
- Pays d'origine : Corée du Sud
- Langue : Coréen
- Format : Couleurs - 2,35:1 - Dolby Digital - 35 mm
- Genre : Horreur
- Durée : 104 minutes
- Date de sortie : 17 octobre 2003 (Corée du Sud)

Film interdit aux moins de 16 ans

## Distribution
- Shim Hye-jin : Choi Mi-sook
- Kim Jin-geun : Kim Do-il
- Mun Oh-bin : Kim Jin-seong
- Jeong Na-yoon : Min-ji

## Autour du film
- Le film fut projeté en France le 29 janvier 2004 lors du festival Fantastic'Arts.

## Récompenses
- Nomination au prix du meilleur film lors du Festival international du film de Catalogne 2003.
- Prix Orient Express et nomination au prix du meilleur film lors du festival Fantasporto 2004.